# Kevin O’Neill
Kevin O’Neill (* 5. April 1961 in East Islip, Long Island, New York) ist ein US-amerikanischer Regisseur, Produzent und Effekteersteller.

## Leben
Ursprünglich hatte Kevin O’Neill die visuellen Effekte einiger Trashfilme wie z. B. Crocodile oder Piranha 3D erstellt. 2004 trat er mit DinoCroc das erste Mal als Regisseur in Erscheinung. Kevin O’Neill dreht in erster Linie B-Filme, in denen Monster oder Fantasy-Wesen im Vordergrund stehen. In den meisten Fällen erstellt er die Effekte der Filme, bei denen er Regie führt.

## Filmografie (Auswahl)
Als Regisseur
- 2004: DinoCroc
- 2010: Dinoshark (Fernsehfilm)
- 2012: Attack of the 50 foot Cheerleader
- 2013: Dragon Apocalypse – Ihr Feuer vernichtet alles (Dracano)
- 2014: Sharktopus vs. Pteracuda – Kampf der Urzeitgiganten (Sharktopus vs. Pteracuda, Fernsehfilm)
- 2015: Sharktopus vs. Whalewolf (Fernsehfilm)

Als Produzent
- 1999: Kreuzfahrtschiff auf Todeskurs (Final Voyage)
- 2000: Intrepid – Helden einer Katastrophe (Intrepid)